# 潛水拯救
潛水拯救（英文：Diver Rescue）為一種專業潛水技術，為於意外或者災難發生後，通常由接受過相關專業訓練的潛水員以至蛙人進行潛水拯救，以減低或者限制受傷者可能潛在受到的傷害性以至現場（例如沉船船倉等等）的危險性，並且盡快將受傷者安全地遷移及離開現場，讓其盡快獲得醫療。

## 世界各地負責潛水拯救的部門
中国
- 深圳市公安局邊防支隊海上特勤隊

 香港
- 香港消防處潛水組
- 香港警務處特別任務連